# Pinassa de les Tres Besses
La Pinassa de les Tres Besses o Pinassa de la Closella és un arbre monumental del terme municipal de Castellcir, a la comarca del Moianès. Pertany a l'enclavament de la Vall de Marfà.
És al nord-est de la masia de la Closella, a migdia del Restoble de la Closella, en el Sot dels Llamps. Està situada en el vessant nord-oest de la Trona i a l'esquerra del torrent de Vall-llosera. Passa ran seu el Camí de la Closella.
Aquest exemplar de Pinus nigra té una alçada aproximada de 20 metres i fa 3,60 metres de corda (perímetre del tronc a una altura aproximada d'1,5 metres).
Aquesta pinassa fou declarada arbre d'interès comarcal de Catalunya segons l'ordre del 8 de febrer del 1990 del Departament d'Agricultura, Ramaderia i Pesca de la Generalitat de Catalunya (per la qual es declararen arbres i arbredes monumentals i es donà publicitat a l'inventari dels arbres i les arbredes declarats d'interès comarcal i local). En aquest inventari, publicat al Diari Oficial de la Generalitat de Catalunya número 1262 del 2 de març del 1990, aquest arbre hi apareix referenciat a l'annex 4 amb el nom de "Pinassa de les tres branques de la Clusella".